# Dendrophorbium trigynum
Dendrophorbium trigynum là một loài thực vật có hoa trong họ Cúc. Loài này được (Cuatrec.) H.Beltrán mô tả khoa học đầu tiên năm 1999.